# Ernei
Ernei é uma comuna romena localizada no distrito de Mureș, na região histórica da Transilvânia. A comuna possui uma área de 66.95 km² e sua população era de 5467 habitantes segundo o censo de 2007.